# Cosmethis ampliplaga
Cosmethis ampliplaga là một loài bướm đêm trong họ Geometridae.